# Morse Bluff
Morse Bluff és una població dels Estats Units a l'estat de Nebraska. Segons el cens del 2000 tenia 134 habitants.

## Demografia
Segons el cens del 2000, Morse Bluff tenia 134 habitants, 58 habitatges, i 40 famílies. La densitat de població era de 287,4 habitants per km².
Dels 58 habitatges en un 41,4% hi vivien nens de menys de 18 anys, en un 55,2% hi vivien parelles casades, en un 8,6% dones solteres, i en un 31% no eren unitats familiars. En el 31% dels habitatges hi vivien persones soles el 13,8% de les quals corresponia a persones de 65 anys o més que vivien soles. El nombre mitjà de persones vivint en cada habitatge era de 2,31 i el nombre mitjà de persones que vivien en cada família era de 2,88.
Per edats la població es repartia de la següent manera: un 28,4% tenia menys de 18 anys, un 6,7% entre 18 i 24, un 26,9% entre 25 i 44, un 17,2% de 45 a 60 i un 20,9% 65 anys o més.
L'edat mediana era de 37 anys. Per cada 100 dones de 18 o més anys hi havia 100 homes.
La renda mediana per habitatge era de 30.625 $ i la renda mediana per família de 41.875 $. Els homes tenien una renda mediana de 25.625 $ mentre que les dones 16.750 $. La renda per capita de la població era de 14.051 $. Cap de les famílies i el 3% de la població estaven per davall del llindar de pobresa.

## Poblacions més properes
El següent diagrama mostra les poblacions més properes.